# 윤개
윤개(尹漑, 1494년 ~ 1566년 3월 22일)는 조선 중기의 문신으로, 자는 여옥(汝沃), 호는 회재(晦齋)·서파(西坡), 본관은 파평(坡平)이다. 윤규(尹珪)의 현손이다.

## 생애
중종 때 문과에 급제하여 저작이 되고, 홍문관저작으로 시작해서 기사관, 주서, 정언에 이어 사간원정언으로 재직 중 기묘사화로 파직되지만, 이후 이조좌랑으로 재기용되어 시강원문학으로 승진했다. 이후 문학, 장령에 이어 서장관으로 명나라에 다녀오고, 세자시강원필선으로 세자를 보좌하기도 했다. 이후 종사관과 질정관, 감교관을 거쳐 예조참의가 되고 이후 성절사와 사은사로 다시 명나라에 다녀온다. 이후 연안부사로 외직에 있다가 어전통사를 거쳐 충청도관찰사로 발탁되어 중종의 총애를 받는다. 이후 병조참의를 거쳐 전라도관찰사가 되고 선위사로 다시 명나라에 다녀온뒤, 예조참판이 되고 동지중추부사와 동지돈녕부사가 된다. 이후 공조참판을 거쳐 특진관이 되고, 형조참판으로 다시 특진관이 된다. 이후 한성부좌윤, 형조참판을 거쳐 예조판서가 되는데, 당시에 윤원로가 전횡을 하자 영의정 윤인경, 좌의정 유관, 우의정 성세창, 영중추부사 홍언필 등과 윤원로를 탄핵하여 귀양을 보냈다. 이후 예조판서로 있다가 판중추부사가 되고 영평부원군에 봉해졌으며, 다시 예조판서로 특진관을 겸한다. 이후 호조판서와 이조판서를 거쳐 이후 우의정이 되고 연이어 좌의정이 된다.
1558년(명종 13) 양사(兩司)의 청으로 좌의정에서 면직되고 영평부원군(鈴平府院君)으로 봉해졌으며, 1563년(명종 18) 70세가 되자 치사(致仕)를 청했으나 윤허받지 못했다.
1566년(명종 21) 졸했다.